# Lily Gladstone
Lily Gladstone (nascida Lilan Rose Mary Gladstone, Kalispell, 2 de agosto de 1986) é uma atriz norte-americana. Criada na Reserva Blackfeet em Browning, Montana, Gladstone é descente de Piegan Blackfeet, Nez Perce e tem herança europeia. Ela estreou no cinema em Jimmy P. (Psychothérapie d'un Indien des Plaines) (2012) e colaborou com a cineasta Kelly Reichardt nos filmes independentes Certain Women (2016) e First Cow (2019). Ela também apareceu em episódios de Room 104 da HBO (2017–2020), Billions da Showtime (2016–2023) e Reservation Dogs da FX (2021–2023).
Gladstone foi aclamada pela crítica por interpretar Mollie Kyle, uma mulher Osage que sobreviveu aos assassinatos dos índios Osage, no filme de drama policial de Martin Scorsese, Killers of the Flower Moon (2023), recebendo vários elogios. Ela se tornou a primeira nativa americana a ganhar o Globo de Ouro de Melhor Atriz em Filme – Drama e a ser indicada ao Oscar de melhor atriz.

## Juventude e educação
Gladstone nasceu em 2 de agosto de 1986, em Kalispell, Montana. Criada na Reserva Blackfeet em Browning, Montana, ela é descente de Piegan Blackfeet (Siksikaitsitapi), Nez Perce (Nimíipuu), e tem herança europeia. Sua mãe é branca e seu pai é Blackfeet e Nez Perce. Ela descende do primo-irmão do primeiro-ministro britânico William Ewart Gladstone. Um de seus tataravôs paternos foi o chefe da Nação Kainai, Red Crow.
O desejo de retratar um Ewok depois de assistir Return of the Jedi aos cinco anos de idade a inspirou a se tornar atriz. Uma das primeiras experiências de atuação de Gladstone quando criança foi quando o Missoula Children's Theatre veio para sua cidade natal em East Glacier, Montana, e a escalou como uma meia-irmã malvada em Cinderela. A família de Gladstone mudou-se para a área de Seattle durante seus anos de ensino médio para ficar mais perto de sua avó. Lá ela se matriculou no Stone Soup Theatre, uma companhia de teatro educacional sem fins lucrativos para jovens de Seattle, estrelando filmes e teses estudantis.
Em 2004 ela se formou na Mountlake Terrace High School em Mountlake Terrace, Washington. Em 2008, ela se formou na Universidade de Montana com Bachelor of Fine Arts (BFA) em Atuação/Direção e especialização em Estudos Nativos Americanos. Na Universidade de Montana, ela se interessou pelo Teatro do oprimido. Na UM, ela atuou em Riders to the Sea (2006), Richard III (2006), Miss Julie (2007) e Coyote on a Fence (2008). Ao se formar, ela deu aulas de atuação e workshops em sua comunidade natal. Ela ensinou um método de atuação de teatro de imagens que chamou de "jardim de esculturas" como prevenção da violência, patrocinado pelo Centro Nacional de Recursos para Mulheres Indígenas. Em 2010, ela atuou em The Frybread Queen, uma co-produção de Native Voices no Autry, na UM School of Theatre and Dance e no Montana Repertory Theatre.

## Carreira
Gladstone fez sua estreia no cinema em Jimmy P. (Psychothérapie d'un Indien des Plaines) (2012). Ela então atuou em Winter in the Blood (2012) e Buster's Mal Heart (2016) antes de fazer sua carreira como Jamie, uma fazendeira, no filme de Kelly Reichardt, Certain Women (2016). O papel rendeu a Gladstone o Prêmio Associação de Críticos de Cinema de Los Angeles de Melhor Atriz Coadjuvante e o Prêmio Sociedade de Críticos de Cinema de Boston de Melhor Atriz Coadjuvante. Ela também recebeu indicações para o Independent Spirit de melhor atriz coadjuvante e o Gotham Independent Film Award de Atuação Inovadora.
Gladstone desempenhou o papel de Kate Keller na produção da turnê nacional do Montana Repertory Theatre de 2014, The Miracle Worker. Gladstone fez parte da companhia de atuação do Oregon Shakespeare Festival em 2017 e estrelou a produção do Yale Repertory Theatre de Manahatta de Mary Kathryn Nagle em 2020.
Em 2017, Gladstone apresentou uma série no canal educacional do YouTube Crash Course sobre produção cinematográfica.

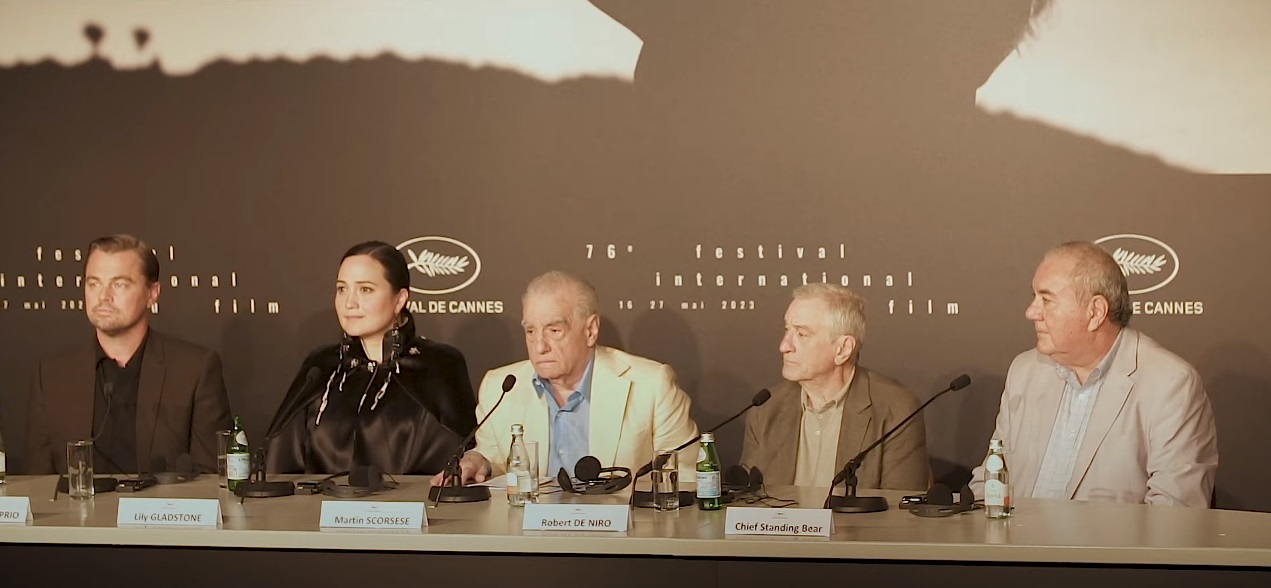
Gladstone no Festival de Cinema de Cannes de 2023 com Leonardo DiCaprio, Martin Scorsese, Robert De Niro e o Chefe Principal Geoffrey Standing Bear.

Gladstone teve um pequeno papel no filme First Cow de Reichardt de 2019 antes de estrelar o filme de 2022 The Unknown Country, dirigido por Morrisa Maltz, pelo qual recebeu o Gotham Independent Film Award de Melhor Atuação Principal.
Gladstone foi escalada para o papel principal de Mollie Kyle no longa-metragem de Martin Scorsese, Killers of the Flower Moon, que foi lançado nos cinemas em outubro de 2023. Sua atuação recebeu elogios da crítica e foi descrita como um destaque do filme. O crítico Josh Spiegel do /Film disse que ela "trouxe [Mollie] à vida com uma paixão incrível". Em 2024, ela ganhou o Globo de Ouro de Melhor Atriz em Filme – Drama; ela foi a primeira mulher indígena (nativa americana) a ser indicada e ganhar um Globo de Ouro de atuação. Ela é a quarta mulher indígena e primeira nativa americana a ser indicada ao Oscar de melhor atriz.

## Vida pessoal
Gladstone usa os pronomes ela e they. Ela explicou em 2023: "Na maioria das línguas nativas, na maioria das línguas indígenas, incluindo blackfeet, não há pronomes de gênero. Não existe ele/ela, existem apenas 'they'… meu uso de pronomes é em parte uma forma de descolonizar o gênero para mim". Gladstone se identifica como "gênero médio" e membro da comunidade LGBT.

## Filmografia

### Cinema
| Ano  | Título                                            | Personagem                  | Notas                      |
| ---- | ------------------------------------------------- | --------------------------- | -------------------------- |
| 2012 | Jimmy P. (Psychothérapie d'un Indien des Plaines) | Sunshine First Raise        |                            |
| 2013 | Winter in the Blood                               | Marlene                     |                            |
| 2016 | Certain Women                                     | Jamie                       |                            |
| 2016 | Buster's Mal Heart                                | Concierge do turno da manhã |                            |
| 2017 | Walking Out                                       | Lila                        |                            |
| 2019 | First Cow                                         | Esposa do Chefe Factor      |                            |
| 2022 | The Unknown Country                               | Tana                        | Também contista            |
| 2022 | Quantum Cowboys                                   | Linde                       |                            |
| 2022 | The Last Manhunt                                  | Maria                       |                            |
| 2023 | Fancy Dance                                       | Jax                         |                            |
| 2023 | Killers of the Flower Moon                        | Mollie Kyle                 |                            |
| 2024 | Jazzy                                             | Tana                        | Também produtora executiva |
| 2025 | The Wedding Banquet                               | Liz                         | Pós-produção               |

### Televisão
| Ano     | Título           | Personagem            | Notas                      |
| ------- | ---------------- | --------------------- | -------------------------- |
| 2017    | Scalped          | Carol Red Crow        | Piloto                     |
| 2017    | Crash Course     | Apresentadora         | 15 episódios               |
| 2017–20 | Room 104         | Operadora 911 / Abby  | 2 episódios                |
| 2019–23 | Billions         | Roxanne               | 6 episódios                |
| 2021    | Tuca & Bertie    | Mecânica Falcão (voz) | Episódio: "Bird Mechanics" |
| 2022–23 | Reservation Dogs | Hokti                 | 2 episódios                |
| TBA     | Under the Bridge | Cam Bentland          | Em produção                |

## Prêmios e Indicações

#### Oscar
| Ano  | Categoria    | Trabalho                   | Resultado |
| ---- | ------------ | -------------------------- | --------- |
| 2024 | Melhor Atriz | Killers of the Flower Moon | Indicado  |

#### Globo de Ouro
| Ano  | Categoria                      | Trabalho                   | Resultado |
| ---- | ------------------------------ | -------------------------- | --------- |
| 2024 | Melhor Atriz em Cinema - Drama | Killers of the Flower Moon | Venceu    |

#### Emmy Awards
| Ano  | Categoria                                           | Trabalho         | Resultado |
| ---- | --------------------------------------------------- | ---------------- | --------- |
| 2024 | Melhor Atriz Coadjuvante em Minissérie ou Telefilme | Under the Bridge | Indicado  |

#### SAG Awards
| Ano  | Categoria                               | Trabalho                   | Resultado |
| ---- | --------------------------------------- | -------------------------- | --------- |
| 2024 | Melhor Elenco em Cinema                 | Killers of the Flower Moon | Indicado  |
| 2024 | Melhor Atriz Principal                  | Killers of the Flower Moon | Venceu    |
| 2025 | Melhor Atriz em Minissérie ou Telefilme | Under the Bridge           | Indicado  |

#### Critics' Choice Awards
| Ano  | Categoria              | Trabalho                   | Resultado |
| ---- | ---------------------- | -------------------------- | --------- |
| 2024 | Melhor Elenco          | Killers of the Flower Moon | Indicado  |
| 2024 | Melhor Atriz em Cinema | Killers of the Flower Moon | Indicado  |

#### Independent Spirit Awards
| Ano  | Categoria                                                     | Trabalho            | Resultado |
| ---- | ------------------------------------------------------------- | ------------------- | --------- |
| 2016 | Melhor Atriz Coadjuvante                                      | Certain Women       | Indicado  |
| 2024 | John Cassavetes Award                                         | The Unknown Country | Indicado  |
| 2025 | Melhor Performance Protagonista em uma Nova Série Roteirizada | Under the Bridge    | Indicado  |